# Elecciones estatales de Bremen de 2023
Las elecciones estatales de Bremen de 2023 se llevaron a cabo el 14 de mayo de 2023 con el propósito de elegir al Bürgerschaft de Bremen (parlamento estatal).

## Antecedentes
Desde 2019 gobernaba en el estado federado de Bremen una coalición entre el Partido Socialdemócrata de Alemania (SPD), Alianza 90/Los Verdes y Die Linke, bajo el alcalde Andreas Bovenschulte.

### Sistema electoral
Las ciudades de Bremen y Bremerhaven forman dos áreas electorales separadas con diferentes listas electorales y una aplicación separada de la Cláusula del cinco por ciento. Desde 2011, se ha implementado un sistema electoral en Bremen, en el que cada votante puede distribuir cinco votos entre las listas o los candidatos incluidos en ellas (mediante voto acumulativo y panachage).
El 12 de julio de 2022, el Bürgerschaft de Bremen decidió cambiar la ley electoral de Bremen para aumentar el número de diputados de la ciudad de Bremen de 69 a 72. En el distrito electoral de Bremerhaven, se seguirán eligiendo 15 diputados. El cambio compensa la población reducida de Bremerhaven. Esto aumenta el número de diputados del parlamento del estado de Bremen de 84 a 87.

## Candidatos
En un congreso estatal de la Unión Demócrata Cristiana de Alemania (CDU) el 21 de mayo de 2022, el presidente del Bürgerschaft, Frank Imhoff, fue nombrado líder para las elecciones de 2023. Obtuvo el apoyo del 100 % de los delegados que participaron en la votación. Reemplazó así al presidente regional del partido, Carsten Meyer-Heder, que no había querido volver a postularse.
Thore Schäck, presidente estatal del Partido Democrático Libre (FDP) y portavoz de su grupo parlamentario en obras públicas y transportes, fue designado cabeza de lista el 27 de agosto de 2022 por el congreso de su partido, que ratificó una propuesta hecha al efecto cuatro meses antes por el comité directivo estatal.
El 3 de septiembre de 2022, Kristina Vogt, Senadora de Economía, fue elegida por Die Linke como líder para las elecciones de 2023. Su candidatura recibió el apoyo del 87,2% de los votos emitidos por los delegados del congreso partidario. La Senadora de Salud, Claudia Bernhard, quedó nominada en el segundo lugar de la lista de candidatos con el 88,8% de los votos.
El presidente del Senado saliente, Andreas Bovenschulte, fue investido el 10 de septiembre de 2022 por el congreso del Partido Socialdemócrata de Alemania (SPD) como cabeza de lista. Recibió sólo un voto desfavorable, reuniendo el apoyo del 99,2% de los delegados que intervinieron en la votación.
El mismo día, Alianza 90/Los Verdes (Grünen) confirmó a su líder de 2019 y Senadora de Medio Ambiente, Maike Schaefer, como candidata para 2023, con un resultado claro pero menos abrumador que el candidato socialdemócrata: un 81,3% de los votos.

### Partidos participantes
Las nominaciones debían presentarse antes del 6 de marzo de 2023. Los partidos y asociaciones de votantes que no están representados en el Bundestag o en el Parlamento de Bremen debían informar su participación a más tardar el 6 de febrero de 2023. Además, para sus nominaciones electorales, debían presentar las firmas de respaldo de 395 votantes para el área electoral de Bremen y 82 votantes para el área electoral de Bremerhaven. Además de los siete partidos representados en el parlamento, doce asociaciones presentaron un aviso de participación. El anuncio de participación del partido La Derecha fue rechazado por el comité electoral estatal porque no habían dado su nombre completo en el aviso de participación incluso cuando se les preguntó.
Sujeto a la decisión final del comité electoral estatal del 23 de marzo de 2023, el 17 de marzo de 2023 el comité del área electoral de Bremen aprobó las nominaciones de 15 partidos, mientras el comité del área electoral de Bremerhaven aprobó candidaturas de nueve partidos: La lista de la AfD en el distrito electoral de Bremen no fue admitida en las elecciones después de que dos directivas estatales en competencia presentaran dos listas diferentes.  La lista de AfD fue inicialmente aprobada en el área electoral de Bremerhaven. El 23 de marzo de 2023, el comité electoral estatal decidió que la lista de AfD para las elecciones estatales en Bremerhaven tampoco sería admitida porque "la propuesta electoral no fue firmada por un ejecutivo estatal legítimo de AfD".
Los siguientes 17 partidos o asociaciones de votantes se presentan a las elecciones:
| Partido/Asociaciäon                                                                           | Partido/Asociaciäon | Candidatos | Candidatos  |
| Nombre                                                                                        | Abreviación         | Bremen     | Bremerhaven |
| --------------------------------------------------------------------------------------------- | ------------------- | ---------- | ----------- |
| Unión Demócrata Cristiana de Alemania                                                         | CDU                 | 53         | 10          |
| Partido Socialdemócrata de Alemania                                                           | SPD                 | 59         | 14          |
| Alianza 90/Los Verdes                                                                         | Grüne               | 32         | 13          |
| Die Linke                                                                                     | Die Linke           | 24         | 3           |
| Partido Democrático Libre                                                                     | FDP                 | 20         | 5           |
| Ciudadanos en Ira                                                                             | BIW                 | 20         | 13          |
| Partido Democrático de Base de Alemania                                                       | Die Basis           | 10         | –           |
| Renta Básica para Todos                                                                       | GFA                 | 5          | –           |
| Partido Marxista-Leninista de Alemania                                                        | MLPD                | 4          | –           |
| Democracy in Europe Movement 2025                                                             | MERA25              | 3          | –           |
| Partido Ecológico-Democrático                                                                 | ÖDP                 | 4          | 1           |
| Partei für Arbeit, Rechtsstaat, Tierschutz, Elitenförderung und basisdemokratische Initiative | Die PARTEI          | 15         | –           |
| Partei für schulmedizinische Verjüngungsforschung                                             |                     | 1          | –           |
| Partido Ser Humano, Medio Ambiente y Protección de los Animales                               | Tierschutzpartei    | 2          | –           |
| Partido Pirata de Alemania                                                                    | Piraten             | –          | 2           |
| Volt Bremen                                                                                   | Volt                | 6          | –           |

## Encuestas
| Encuestador             | Fecha      |        |        |        | Linke  |       |       |       | Otros |
| ----------------------- | ---------- | ------ | ------ | ------ | ------ | ----- | ----- | ----- | ----- |
| Forschungsgruppe Wahlen | 11.05.2023 | 26 %   | 29 %   | 13 %   | 11 %   | —     | 6 %   | 10 %  | 5 %   |
| INSA                    | 09.05.2023 | 28 %   | 30 %   | 12 %   | 9 %    | —     | 6 %   | 8 %   | 7 %   |
| Forschungsgruppe Wahlen | 05.05.2023 | 27 %   | 30 %   | 13 %   | 9 %    | —     | 6 %   | 9 %   | 6 %   |
| Infratest dimap         | 04.05.2023 | 27 %   | 30 %   | 13 %   | 10 %   | —     | 6 %   | 9 %   | 5 %   |
| INSA                    | 29.04.2023 | 30 %   | 30 %   | 15 %   | 6 %    | —     | 7 %   | 7 %   | 5 %   |
| Infratest dimap         | 20.04.2023 | 28 %   | 31 %   | 17 %   | 7 %    | —     | 6 %   | 6 %   | 5 %   |
| Infratest dimap         | 01.03.2023 | 27 %   | 28 %   | 19 %   | 8 %    | 7 %   | 4 %   | —     | 7 %   |
| Infratest dimap         | 18.05.2022 | 22 %   | 30 %   | 21 %   | 8 %    | 6 %   | 6 %   | —     | 7 %   |
| Elecciones de 2019      | 26.05.2019 | 26,7 % | 24,9 % | 17,4 % | 11,3 % | 6,1 % | 5,9 % | 2,4 % | 5,3 % |

## Resultados preliminares
|                       |                                                                                    |           |       |        |         |             |                  |        |
| Partido               | Partido                                                                            | Votos     | %     | Cambio | Escaños | Escaños     | Total de escaños | Cambio |
| Partido               | Partido                                                                            | Votos     | %     | Cambio | Bremen  | Bremerhaven | Total de escaños | Cambio |
|                       | Partido Socialdemócrata de Alemania (SPD)                                          | 376,007   | 29.8  | 4.9    | 23      | 4           | 27               | 4      |
|                       | Unión Demócrata Cristiana (CDU)                                                    | 330,791   | 26.2  | 0.4    | 21      | 3           | 24               | 0      |
|                       | Alianza 90/Los Verdes (GRÜNE)                                                      | 150,047   | 11.9  | 5.5    | 9       | 2           | 11               | 5      |
|                       | La Izquierda (DIE LINKE)                                                           | 137,449   | 10.9  | 0.4    | 9       | 1           | 10               | 0      |
|                       | Ciudadanos en Ira (BiW)                                                            | 118,527   | 9.4   | 7.0    | 6       | 4           | 10               | 9      |
|                       | Partido Democrático Libre (FDP)                                                    | 64,055    | 5.1   | 0.9    | 4       | 1           | 5                | 0      |
|                       | Volt Alemania (Volt)                                                               | 24,823    | 2.0   | Nuevo  | 0       | –           | 0                | Nuevo  |
|                       | Partido Ser Humano, Medio Ambiente y Protección de los Animales (Tierschutzpartei) | 13,793    | 1.1   | Nuevo  | 0       | –           | 0                | Nuevo  |
|                       | Die PARTEI                                                                         | 12,040    | 1.0   | 0.7    | 0       | –           | 0                | 0      |
|                       | Partido Democrático de Base de Alemania (dieBasis)                                 | 9,976     | 0.8   | Nuevo  | 0       | –           | 0                | Nuevo  |
|                       | Democracy in Europe Movement 2025 (MeRA25)                                         | 7,910     | 0.6   | Nuevo  | 0       | –           | 0                | Nuevo  |
|                       | Partido Ecológico-Democrático (ÖDP)                                                | 5,488     | 0.4   | Nuevo  | 0       | 0           | 0                | Nuevo  |
|                       | Renta Básica para Todos (GFA)                                                      | 5,346     | 0.4   | Nuevo  | 0       | –           | 0                | Nuevo  |
|                       | Partido Pirata de Alemania (Piraten)                                               | 2,172     | 0.2   | 0.8    | –       | 0           | 0                | 0      |
|                       | Partido Marxista-Leninista de Alemania (MLPD)                                      | 1,993     | 0.2   | Nuevo  | 0       | –           | 0                | Nuevo  |
|                       | Partido para la Investigación Biomédica en Rejuvenecimiento                        | 1,484     | 0.1   | Nuevo  | 0       | –           | 0                | Nuevo  |
| Total                 | Total                                                                              | 1,261,901 | 100.0 |        | 72      | 15          | 87               | 3      |
| Votos nulos           | Votos nulos                                                                        | 6,778     | 2.6   | 0.3    |         |             |                  |        |
| Participación         | Participación                                                                      | 261,788   | 56.8  | 7.3    |         |             |                  |        |
| Votantes registrados  | Votantes registrados                                                               | 460,754   |       |        |         |             |                  |        |
| Fuente: Wahlen Bremen |                                                                                    |           |       |        |         |             |                  |        |

## Formación de gobierno
El 25 de junio de 2023, el SPD, los Verdes y la Izquierda acordaron una nueva edición de su anterior coalición rojo-verde-rojo bajo la alcaldía de Bovenschulte.
El 1 de julio, los congresos estatales del SPD y los Verdes aprobaron el acuerdo de coalición. Al día siguiente, un congreso estatal de La Izquierda también votó a favor del acuerdo de coalición. El 3 de julio, finalmente el acuerdo de coalición fue firmado.
El 5 de julio, Bovenschulte fue investido para un segundo mandato por el Bürgerschaft.